# Neognathophausia gigas
Neognathophausia gigas är en kräftdjursart som först beskrevs av Willemöes-Suhm 1873.  Neognathophausia gigas ingår i släktet Neognathophausia och familjen Lophogastridae. Inga underarter finns listade i Catalogue of Life.